# فنسدورف
فنسدورف (به آلمانی: Fensdorf) یک شهر در آلمان است که در راینلاند-فالتس واقع شده‌است.

## خصوصیات
فنسدورف ۴۳۰ نفر جمعیت دارد.